# 低山
低山指绝对高度为500-1000m，相对高度为200-500m，平均坡度5°-10°的山地，有些低山也可能比较陡峭。中国东部的低山分布较为广泛。低山的形体一般比较圆滑，常为缓坡，由山麓堆积物发育而成。少数低山切割较深，如岩溶作用下的低山。辽东半岛、山东半岛、苏浙皖交界区、川东、粤北、桂西等地皆为低山分布区。